# San Giovanni Leonardi
San Giovanni Leonardi är en kyrkobyggnad i Rom, helgad åt den helige prästen och ordensgrundaren Giovanni Leonardi (1541–1609). Kyrkan är belägen vid Via della Cicogna i zonen Torre Maura och tillhör församlingen San Giovanni Leonardi.
Kyrkan förestås av Guds Moders regularklerker, även kallade Leonardiner.

## Historia
Kyrkan uppfördes åren 1950–1956 efter ritningar av arkitekten Tullio Rossi, men den konsekrerades inte förrän år 1991.
Fasaden har en portik och ett runt glasfönster. Till höger om ingången står en skulptur föreställande den helige Giovanni Leonardi.
Interiören är enskeppig. Triumfbågen har en fresk föreställande Tronande Kristus med helgon. I absiden har Mario Barberis utfört målningen Jungfru Maria och den helige Giovanni Leonardi. Interiören har två sidokapell i skeppet: det högra är invigt åt Vår Fru av Lourdes, medan det vänstra är invigt åt Jesu heliga hjärta. Det finns även ett sidokapell invigt åt den helige Antonius av Padua.